# 第8回統一地方選挙
第8回統一地方選挙（だい8かいとういつちほうせんきょ）は、都道府県や市区町村の首長及び地方議会議員を全国一斉に改選するため1975年4月13日と4月27日の2回に分けて投票が行われた、日本の地方選挙である。

## 日程
前半選挙
- 3月19日：都道府県知事選挙告示
- 3月24日：政令指定市の市長選挙告示
- 4月1日：都道府県議会議員選挙と政令指定市の市議会議員選挙告示
- 4月13日：投票日

後半選挙
- 4月17日：一般市長及び東京区長選挙と一般市議選及び区議選告示
- 4月20日：町村長選挙と町村議会議員選挙告示
- 4月27日：投票日…参議院茨城県地方区と愛知県地方区の補欠選挙も同時に実施された[1]。

## 選挙データ

### 実施箇所
- 都道府県知事選挙：17都道府県

北海道
岩手県
秋田県
茨城県
千葉県　
東京都
神奈川県
長野県
福井県
大阪府　
和歌山県
島根県
福岡県
佐賀県
大分県　
宮崎県
鹿児島県
- 政令指定市の市長選挙：3市（1972年に政令指定都市へ昇格した札幌市と川崎市が新たに含まれた）

札幌市・横浜市・川崎市　
- 都道府県議会議員選挙：44道府県2,609議席

北海道※
青森県
岩手県※
宮城県
秋田県※　
山形県
福島県
栃木県
群馬県
埼玉県
千葉県※
神奈川県※
新潟県
富山県
石川県
福井県※
山梨県
長野県※
岐阜県
静岡県
愛知県
三重県
滋賀県
京都府
大阪府※　
兵庫県
奈良県
和歌山県※
鳥取県
島根県※
岡山県
広島県
山口県
徳島県
香川県
愛媛県
高知県
福岡県
佐賀県
長崎県
熊本県
大分県※
宮崎県※
鹿児島県※
※は知事選挙も同時に実施された地域。
- 政令指定都市の市議会議員選挙：8市586議席（1972年に政令指定都市へ昇格した札幌市と川崎市と福岡市が新たに含まれた）

○札幌市、横浜市、○川崎市、名古屋市
京都市、大阪市、神戸市、○福岡市
○は新たに加わった市。
- 一般市長選挙：165市
- 東京都特別区長選挙：23区（24年ぶりに区長公選制が復活）
- 一般市議会議員選挙：381市12,234議席
- 東京都特別区議会議員選挙：23区1,091議席
- 町村長選挙：813町村

## 候補者
都道府県知事選挙：66名
| 候補者名   | 所属党派   | 新旧   | 推薦・支持政党                                 |
| 北海道     | 北海道     | 北海道 | 北海道                                         |
| ---------- | ---------- | ------ | ---------------------------------------------- |
| 五十嵐広三 | 無所属     | 新人   | 社会党・共産党（推薦）、公明党（支持）         |
| 堂垣内尚弘 | 無所属     | 現職   | 自民党・民社党（推薦）                         |
| 岩手県     |            |        |                                                |
| 千田正     | 無所属     | 現職   | 自民党・民社党（推薦）                         |
| 北山愛郎   | 無所属     | 新人   | 社会党・共産党（推薦）、公明党（支持）         |
| 秋田県     |            |        |                                                |
| 鈴木一     | 無所属     | 新人   | 社会党・共産党（推薦）、公明党・民社党（支持） |
| 小畑勇二郎 | 無所属     | 現職   | 自民党（推薦）                                 |
| 茨城県     |            |        |                                                |
| 竹内藤男   | 無所属     | 新人   | 自民党（推薦）、民社党（支持）                 |
| 海野みきお | 日本共産党 | 新人   |                                                |
| 千葉県     |            |        |                                                |
| 大橋和夫   | 無所属     | 新人   | 社会党・共産党・公明党・民社党（推薦）         |
| 川上紀一   | 無所属     | 新人   | 自民党（推薦）                                 |
| 東京都     |            |        |                                                |
| 美濃部亮吉 | 無所属     | 現職   | 社会党・共産党・公明党（推薦）                 |
| 松下正寿   | 無所属     | 新人   | 民社党（推薦）                                 |
| 石原慎太郎 | 無所属     | 新人   | 自民党（推薦）                                 |
| 神奈川県   |            |        |                                                |
| 長洲一二   | 無所属     | 新人   | 社会党・共産党・公明党（推薦）、民社党（支持） |
| 戸沢政方   | 無所属     | 新人   | 自民党（推薦）                                 |
| 長野県     |            |        |                                                |
| 村沢牧     | 無所属     | 新人   | 社会党（推薦）、公明党（支持）                 |
| 西沢権一郎 | 無所属     | 現職   | 自民党・民社党（推薦）                         |
| うるが行雄 | 日本共産党 | 新人   |                                                |
| 福井県     |            |        |                                                |
| 中川平太夫 | 無所属     | 現職   | 自民党・社会党・公明党・民社党（推薦）         |
| マキノ藤宗 | 日本共産党 | 新人   |                                                |
| 大阪府     |            |        |                                                |
| 湯川宏     | 無所属     | 新人   | 自民党（推薦）                                 |
| 竹内正巳   | 無所属     | 新人   | 社会党・公明党・民社党（推薦）                 |
| 黒田了一   | 無所属     | 現職   | 共産党（推薦）                                 |
| 和歌山県   |            |        |                                                |
| 大橋正雄   | 自由民主党 | 現職   |                                                |
| 米田実     | 日本共産党 | 新人   |                                                |
| 島根県     |            |        |                                                |
| 宮田安義   | 日本共産党 | 新人   |                                                |
| 山野幸吉   | 無所属     | 新人   | 自民党（推薦）                                 |
| 恒松制治   | 無所属     | 新人   | 社会党（推薦）                                 |
| 福岡県     |            |        |                                                |
| 亀井光     | 無所属     | 現職   | 自民党・民社党（推薦）                         |
| 内田しげお | 無所属     | 新人   | 社会党・共産党（推薦）                         |
| 佐賀県     |            |        |                                                |
| 池田直     | 無所属     | 現職   | 自民党（推薦）                                 |
| 井手以誠   | 無所属     | 新人   | 社会党・共産党・公明党（推薦）、民社党（支持） |
| 大分県     |            |        |                                                |
| 田尻一雄   | 無所属     | 新人   | 社会党・民社党（推薦）                         |
| 堀仁       | 日本共産党 | 新人   |                                                |
| 立木勝     | 無所属     | 現職   | 自民党（推薦）                                 |
| 宮崎県     |            |        |                                                |
| 山口靖     | 無所属     | 新人   | 社会党（推薦）、公明党（支持）                 |
| 坂田実     | 日本共産党 | 新人   |                                                |
| 黒木博     | 無所属     | 現職   | 自民党（推薦）                                 |
| 鹿児島県   |            |        |                                                |
| 金丸三郎   | 自由民主党 | 現職   |                                                |
| 久留義三   | 日本共産党 | 新人   |                                                |

出典：「17知事選候補者一覧」朝日新聞昭和50年（1975年）3月21日付2面（縮刷版1975年3月号652頁）。
政令指定市の市長選挙：9名
| 候補者名   | 所属党派   | 新旧   | 推薦・支持党派                         |
| 札幌市     | 札幌市     | 札幌市 | 札幌市                                 |
| ---------- | ---------- | ------ | -------------------------------------- |
| 川村琢     | 無所属     | 新人   | 社会党・共産党（推薦）                 |
| 板垣武四   | 無所属     | 現職   | 自民党・民社党（推薦）                 |
| 横浜市     |            |        |                                        |
| 亀井義之   | 無所属     | 新人   | 自民党（推薦）                         |
| 飛鳥田一雄 | 日本社会党 | 現職   | 共産党（推薦）、公明党（支持）         |
| 川崎市     |            |        |                                        |
| 斉藤文夫   | 無所属     | 新人   | 自民党（推薦）                         |
| 伊藤三郎   | 無所属     | 現職   | 社会党・共産党（推薦）、公明党（支持） |

出典：「立候補届け出」朝日新聞昭和50年（1975年）3月24日付夕刊1面「三代市長選もスタート」記事中（縮刷版1975年3月号735頁）。
44道府県議選：4,682名（うち女性候補者123名）
| 党派       | 計                                 | 新旧内訳   | 新旧内訳 | 新旧内訳 |
| 党派       | 計                                 | 現職       | 元職     | 新人     |
| ---------- | ---------------------------------- | ---------- | -------- | -------- |
| 自由民主党 | 1,640(102)                         | 1,249(97)  | 58(0)    | 333(5)   |
| 日本社会党 | 778(09)                            | 388(08)    | 47(1)    | 343(0)   |
| 日本共産党 | 770(01)                            | 93(01)     | 4(0)     | 673(0)   |
| 公明党     | 224(00)                            | 83(00)     | 2(0)     | 139(0)   |
| 民社党     | 160(00)                            | 82(00)     | 9(0)     | 69(0)    |
| 諸派       | 71(06)                             | 39(06)     | 1(0)     | 31(0)    |
| 無所属     | 1,039(011) 保守系：768 革新系：155 | 167(07)    | 65(0)    | 807(4)   |
| 合計       | 4,682(129)                         | 2,101(119) | 186(1)   | 2,395(9) |

出典：「44道府県議選候補者数」朝日新聞昭和50年（1975年）4月3日付1面。縮刷版1975年4月号63頁
政令指定市の市議会選挙：904名
自由民主党：238名
日本社会党：164名
日本共産党：137名
公明党：125名
民社党：81名
諸派：7名
無所属：152名
出典：「8大市議候補者数」朝日新聞昭和50年（1975年）4月3日付1面。前掲書同頁

## 前半戦の選挙結果
投票日：1975年4月13日

### 都道府県知事選挙当選者
投票率：71.92％
- 北海道（詳細）：堂垣内尚弘
- 岩手県：千田正
- 秋田県：小畑勇二郎
- 茨城県：竹内藤男
- 千葉県：川上紀一
- 東京都（詳細）：美濃部亮吉
- 神奈川県：長洲一二
- 長野県：西沢権一郎
- 福井県：中川平太夫
- 大阪府：黒田了一
- 和歌山県：大橋正雄
- 島根県：恒松制治
- 福岡県：亀井光
- 佐賀県：池田直
- 大分県：立木勝
- 宮崎県：黒木博
- 鹿児島県：金丸三郎

出典：「知事選確定得票」朝日新聞昭和50年（1975年）4月15日付3面。縮刷版1975年4月号439頁

### 政令指定市の市長選挙当選者
- 札幌市：板垣武四
- 横浜市：飛鳥田一雄
- 川崎市：伊藤三郎

出典：「三大市長選開票」朝日新聞昭和50年（1975年）4月15日付3面。前掲書同頁

### 道府県議会選挙
投票率：74.13％
| 党派       | 合計                       | 改選前 増減 |
| ---------- | -------------------------- | ----------- |
| 自由民主党 | 1,391                      | -144        |
| 日本社会党 | 422                        | 0           |
| 日本共産党 | 95                         | -8          |
| 公明党     | 167                        | +77         |
| 民社党     | 103                        | +6          |
| 諸派       | 40                         | +2          |
| 無所属     | 391 保守系：317 革新系：49 | +260        |
| 合計       | 2,609                      |             |

出典：「44道府県議選当選者数」朝日新聞昭和50年（1975年）4月15日付2面。前掲書438頁。女性当選者数は29名。
|                |            | 当選者 | 得票数     | 得票率 |
| -------------- | ---------- | ------ | ---------- | ------ |
| 保守系         | 自由民主党 | 1,391  | 19,141,891 | 42.2   |
| 保守系         | 無所属     | 317    | 6,137,603  | 13.5   |
| 革新系         | 日本社会党 | 422    | 8,317,667  | 18.3   |
| 革新系         | 日本共産党 | 95     | 4,354,813  | 9.6    |
| 革新系         | 公明党     | 167    | 2,976,298  | 6.6    |
| 革新系         | 民社党     | 103    | 1,979,922  | 4.4    |
| 革新系         | 無所属     | 49     | 1,163,869  | 2.6    |
| その他・中立系 | 諸派       | 40     | 657,707    | 1.5    |
| その他・中立系 | 無所属     | 25     | 601,789    | 1.3    |
| 合計           | 合計       | 2,609  | 45,331,574 | 100.0  |

出典：朝日新聞社『朝日年鑑』1976年度版、258頁「44道府県議員選挙の党派別当選者と得票数」。

### 政令指定市の市議会選挙
| 党派       | 当選者数 |
| ---------- | -------- |
| 自由民主党 | 196      |
| 日本社会党 | 98       |
| 日本共産党 | 81       |
| 公明党     | 111      |
| 民社党     | 55       |
| 諸派       | 0        |
| 無所属     | 45       |
| 合計       | 586      |

出所：「8大市議当選者数」朝日新聞昭和50年（1975年）4月15日付2面。女性当選者数は27名。前掲書438頁。

## 後半選挙の結果
投票日：1975年4月27日

### 市区町村選挙
投票率：72.60％

### 市区町村議会議員選挙
投票率：75.39％